# 五刑
五刑是漢字文化圈古代五种刑罚之统称，在不同时期和地區，五种刑罚的具体所指皆不相同。在西汉文帝前，五刑指墨、劓、刖、宫、大辟；汉文帝废除肉刑之後，五刑则指笞、杖、徒、流、死。五刑是对東亞古代刑罚的部分概括，不代表全部刑罚制度。

## 起源
五刑最早源于有苗氏部落，另有一說源於上古時代蚩尤領導的九黎族。有苗氏亡于夏启后，夏启将有苗氏推行的刖、劓、琢、黥等刑加以损益，形成了墨、劓、刖、宫、大辟五种刑罚，并使之成为主要的刑罚体系。自夏以后、商、周及春秋之际，五刑一直被作为主体刑而广泛使用。先秦时期的五刑在汉文帝时期因为缇萦上书而被废除，由笞刑等處罰替代。笞、杖、徒、流、死五刑則始於南北朝的北齊律，為隋唐即後世沿用。

## 中國的五刑

### 先秦时期
先秦时期的五刑中，除大辟为死刑，其余四种皆为肉刑，对人体造成不可回復之傷害。
- 墨，又称黥，在受刑者面上或额头刺青，并染上墨。
- 劓，割去受刑者的鼻子。
- 刖，夏称膑，周称刖，秦称斩趾。斩掉受罚者左脚、右脚或双脚。有另一说称膑是去掉膝盖骨。
- 宫，又称淫刑、腐刑、蚕室刑，割去受罚者的生殖器。
- 大辟，即死刑，分为斬（枭首、弃市）、刺、绞、烹、坑、腰斬、车裂、凌迟等，還有死後鞭屍、戮屍、脯刑、醢刑等。

### 隋唐至清朝
- 笞，用小荆条、竹板等刑具責打受刑者大腿及屁股，清朝时刑具改为竹板。分五等：一十、二十、三十、四十和五十。
- 杖，用粗荆条、厚竹板拧成的刑具責打受刑者的背部、大腿及屁股。也分五等：六十、七十、八十、九十和一百。
- 徒，强制犯人劳役。分五等：一年，一年半，两年，两年半，三年。
- 流，将犯人流放到邊疆，不准回乡。分三等：两千里，两千五百里，三千里。
- 死，唐代有斬，絞。明後加凌迟。

### 其他
对女性犯人，其他非正式的刑罰還包含：
- 刑舂
- 拶刑
- 杖刑
- 赐死
- 宫刑